# Hapū
Das Hapū war die wichtigste politische Einheit in der voreuropäischen Gesellschaft der Māori. Ein Hapū konnte zwischen hundert und mehreren hundert Personen groß sein und mehrere Whānau (Großfamilien) umfassen. Die Mitglieder eines Hapū kontrollierten ein fest definiertes Teil des Stammesgebietes und hatten idealerweise Zugang zum Meer oder zu Seen, Flüssen und Wäldern.

## Aufgabe und Funktion
Viele Hapū besaßen eine gewisse Unabhängigkeit und konnten sich mit anderen Hapū über Stammesgrenzen hinweg über die Verfügung von Land einigen. Wenn Einigungen über Land nicht durch Verhandlungen oder Heiraten erzielt werden konnten, wurden die Konflikte über kriegerische Auseinandersetzungen gelöst. Die Verteidigung des eigenen Landes gehörte zur wesentlichen Aufgabe der Gemeinschaft eines Hapū. Die wichtigste soziale Funktion eines Hapū war, die eigenen Mitglieder zu unterstützen, gemeinsam zu wirtschaften und das Überleben der Gemeinschaft zu sichern. Ein Hapū konnte ein Pā oder mehrere umfassen, hingegen konnte ein Pā aber auch mehrere kleinere Hapū beherbergen. Der Bau von Waka (Kanu) und Wharenui (Versammlungshaus) wurde immer gemeinschaftlich organisiert. Kinder, deren Eltern zu verschiedenen Hapū gehörten, besaßen Rechte auf Mitgliedschaft beider Hapū und diese konnten über drei Generationen weiter vererbt werden. Sie verfielen, wenn sie nicht durch Leben in der betreffenden Gemeinschaft eines Hapū eingelöst wurden.

## Stammeszugehörigkeit
Mehrere Hapū gehörten oder zählten sich zu einem Iwi (Stamm) zugehörig, der durch Clan-Bildung entstanden war oder sich auf die Abstammung eines Waka (Kanu) bezog, mit dem ihre Ahnen von den polynesischen Inseln aus nach Neuseeland gekommen waren. Durch Heirat und Stammesfehden veränderte sich die Struktur und Ausdehnung der Iwi über die Jahrhunderte hinweg. Ebenso bildeten sich einige neu oder vermischten sich mit bestehenden Stämmen.
Dass Iwi im allgemeinen Sprachgebrauch mit „Stamm“ bzw. im Englischen mit „tribe“ übersetzt wird, führt oft zu der Annahme, dass ein Iwi in politischer und soziologischer Hinsicht der Kern einer maorischen Gesellschaft gewesen ist. Doch ein Iwi war eine lose und flexible Verbindung.